# Gaio Servilio Axilla
Gaio Servilio Axilla (Roma, ... – ...; fl. V secolo a.C.) è stato un politico e militare romano del V secolo a.C..

## Primo tribunato consolare
Nel 418 a.C. fu eletto per la terza volta Tribuno consolare con Lucio Sergio Fidenate e Marco Papirio Mugillano.
Si decise di dichiarare guerra ai Labicani, dopo che i Tuscolani riferirono ai Senatori che questi si erano accampati armati sul monte Algido con qualche rinforzo degli Equi.
Subito sorsero contrasti tra i tribuni su come si dovesse condurre la campagna militare, e solo l'intervento di Quinto Servilio Prisco Fidenate, nominato dittatore nel 435 a.C. per condurre la campagna contro Veio e Fidene, riuscì a definire la questione degli incarichi.
figlio governerà la città senza che si debba ricorrere all'estrazione a sorte. Spero soltanto che chi aspira al comando in guerra sappia usare maggiore ragionevolezza e concordia nel reggerlo che nel desiderarlo»
(Tito Livio, Ab Urbe condita, IV, 4, 45)
Così mentre Gaio Servilio, figlio di Quinto, presidiava la città, Sergio e Papirio condussero le legioni fino davanti all'accampamento nemico, ma non per questo cessarono i contrasti tra i due tribuni, che alla fine si accordarono per comandare l'esercito a giorni alterni.
E fu proprio quando il comando era esercitato da Sergio, che i romani furono sorpresi in una posizione svantaggiosa dagli Equi, che ebbero gioco facile ad ucciderne molti ed a mandare in fuga i superstiti.
Giunta in città la notizia della disfatta, si decise di nominare Quinto Servilio dittatore, perché la campagna fosse condotta senza altre perdite per i romani; Quinto nominò il figlio Gaio Servilio Magister equitum. E infatti, rinfrancati dalla guida del dittatore, i romani prima sconfissero gli Equi sul campo, poi espugnarono Labico, che fu data alle fiamme e saccheggiata.
Infine, a seguito di questa vittoria, il Senato decise di inviare a Labico 1.500 coloni, a ciascuno dei quali furono assegnati 2.000 iugeri di terra.

## Secondo tribunato consolare
Nel 417 a.C. fu eletto tribuno consolare con Agrippa Menenio Lanato, Publio Lucrezio Tricipitino e Spurio Veturio Crasso Cicurino.
L'anno, come il successivo, fu caratterizzato da rapporti esterni tranquilli, ed interni tesi a causa del ripresentarsi della questione agraria da parte dei tribuni della plebe.